# 海豚鱼龙属
海豚鱼龙属（学名：Delphinosaurus）是大眼鱼龙科鱼龙存疑的一个属，来自欧洲俄罗斯库尔斯克州阿尔布期至森诺曼期的沉积物。
梅里安（1905年）曾为晚三叠世皮氏萨斯特鱼龙（Shastasaurus perrini）创建“海豚鱼龙属”，但因此名已被使用，故以“加利福尼亚鱼龙属”作为替换名称。

## 分类
卡尔·艾希瓦尔德（1853年）将库尔斯克地区阿尔布期–森诺曼期边界富铁砂岩中发现的八块下颌骨碎片、十二颗牙齿、一根肋骨、两个椎体、一个肱骨及一只上足命名为海豚鱼龙。他将这些遗骸分类为两栖动物，因为其兼具海豚及爬行类特征，疑似两者之间的过渡形态，因此得名。然而，他后来在1865年的专著中将其鉴定为一种鱼龙。
在解释鱼龙灭绝的论文的补充材料中，费舍等人（2016年）将海豚鱼龙视为大眼鱼龙科的存疑属，并提出克氏海豚鱼龙可能是嵌合体，因为某些牙齿类似锡斯特龙鱼龙，但肱骨形态又不同于后者。